# Svetlana Kana Radević
Svetlana Kana Radević (Cetinje, 21 de novembre de 1937 – Montenegro, 8 de novembre de 2000) va ser una arquitecta montenegrina. És considerada com a la primera arquitecta de Montenegro. El seu treball va ser reconegut amb dos premis nacionals d'arquitectura.
Radević va nàixer el 21 de novembre de 1937 a Cetinje (Iugoslàvia) on va estudiar a l'escola elemental. Va acudir a l'institut Slobodan Škerović de Titograd, ara Podgorica. Es va graduar en la Facultat d'Arquitectura de la Universitat de Belgrad i va obtenir un màster per la Universitat de Pennsilvània. Va continuar els seus estudis al Japó, que va influir fortament el seu posterior treball.
Va ser membre de l'Acadèmia dicocleciana de les ciències i les arts i la primera vicepresidenta de Matica crnogorska, així com membre estrangera de l'Acadèmia russa d'Arquitectura i Ciències de la Construcció. El seu estil es distingia per la selecció dels materials que usava, fusionant les estructures amb el seu entorn, i la grandària i poder dels seus dissenys. El seu treball més notable va ser l'Hotel Podgorica, amb el qual va guanyar el Premi Federal Borba d'Arquitectura el 1967. L'edifici tipifica el seu estil en el qual utilitza pedra, un material de construcció tradicional, per jugar amb formes úniques que sobreixien de la façana, d'una manera no tradicional. Al mateix temps, l'edifici encaixa en el paisatge com si la seua massa de formigó fos part de l'entorn. El seu Monument als Soldats Caiguts de Lješanska nahija a Barutana també va guanyar una competició nacional el 1975.

## Treballs

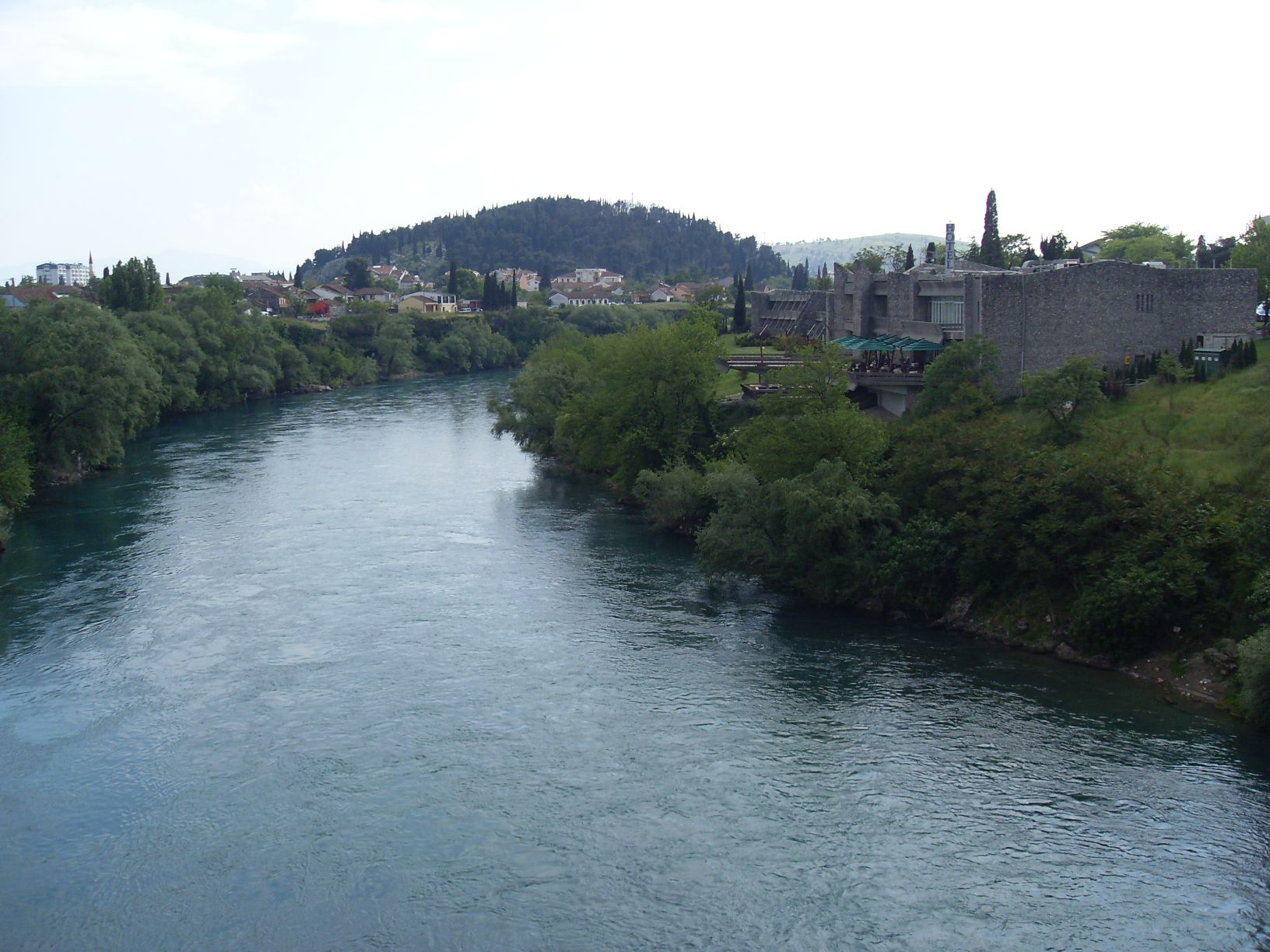
Hotel Podgorica

- Kruševac Business Centre[1] i estació d'autobusos[3]
- Hotel Podgorica[1]
- Hotel Mojkovac[1]
- Hotel Zlatibor[4]
- Institut lexicogràfic[3]
- Monument als Soldats Caiguts de Lješanska nahija (Barutana)[5]